# Eksztázis
Az eksztázis  (az ókori görögben ἔκστασις eksztaszisz, = 'kilépés', latin: extasis = 'önkívület' ) egy szubjektív tapasztalat, ami az alanyt úgy vonja be teljesen, hogy a tudatában csak a tudatosságának célpontja szerepeljen. Az érdeklődése tárgyának teljes bevonása nem egy hétköznapi tapasztalat, mivel a más dolgok iránti tudatosság, így az eksztázis is egy megváltozott tudatállapotot jelent, amit az jellemez, hogy más tárgyak és a környezet tudatosságának teljes hiánya érzékelhető. A szó mindenféle emelkedett tudatállapotot is jelöl, vagy az ezzel járó erősen kellemes érzést. Különösképpen használatos a különleges mentális élmények leírására, amelyeket akár spirituálisnak is fel lehet fogni (sokszor vallásos eksztázisként címkézik).

## Leírás

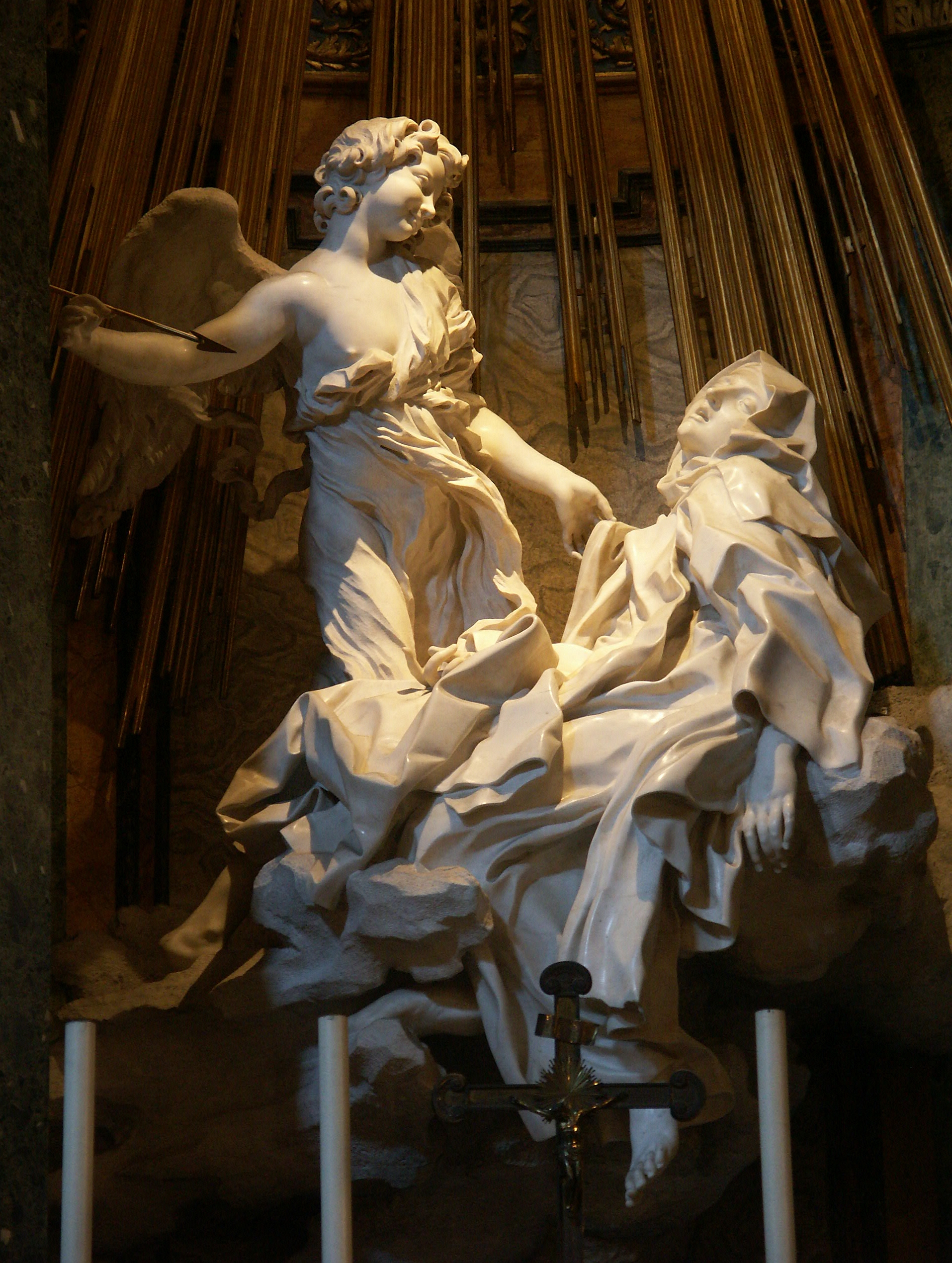
Szent Teréz eksztázisa, Gianlorenzo Bernini műve (1652). A Santa Maria della Vittoria templomban, (17. század) Rómában.

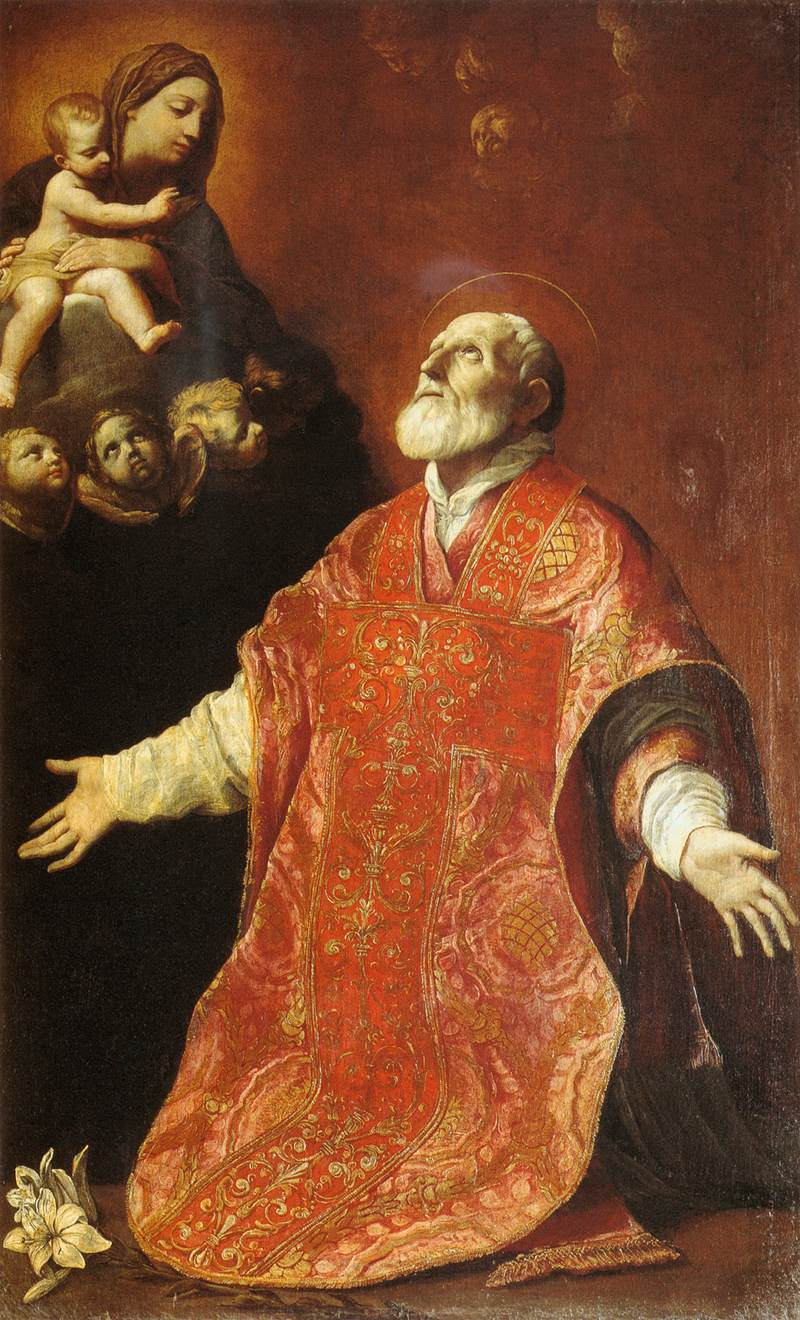
Néri Szent Fülöp eksztázisa, Guido Reni alkotása

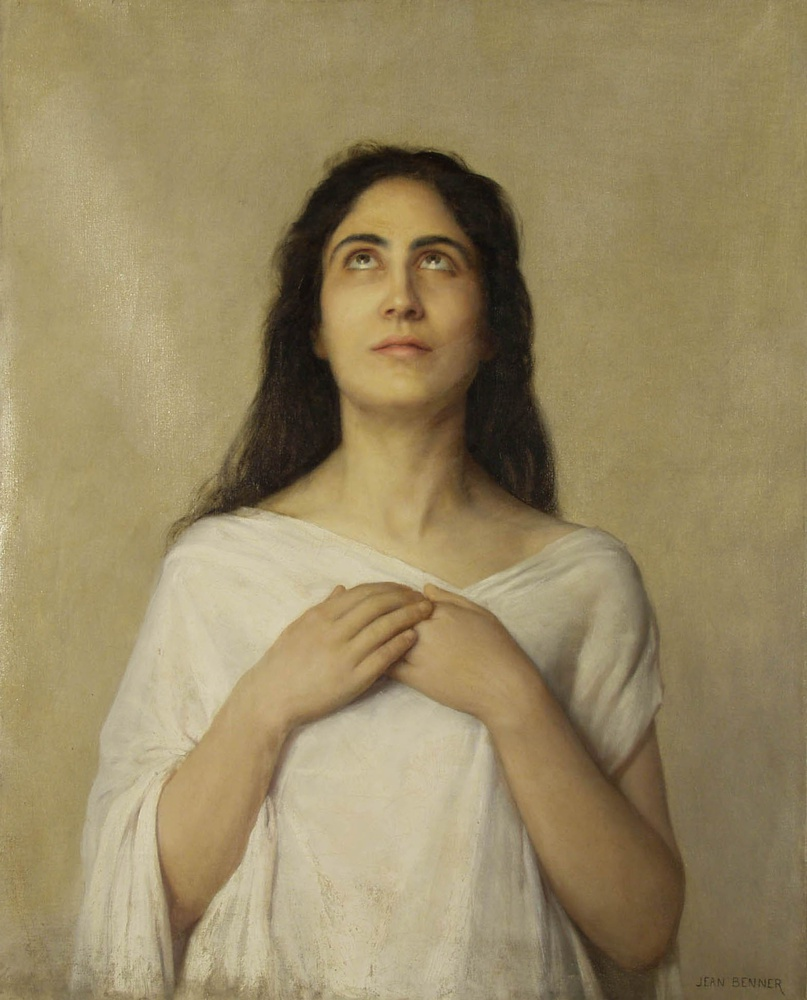
Eksztázis, Jean Benner kortárs alkotó műve

Pszichológiai szempontból nézve az eksztázis az önkontroll hiányát jelzi, és olykor a tudatosság ideiglenes hiányát is, amelyet gyakran vallási misztikához kapcsolnak, vagy akár szexuális aktushoz, úgy is mint bizonyos kábítószerek használatához.
Az eksztázis idejére az azt átélő személy elveszíti a kapcsolatot a hétköznapi élettel, és nem képes kommunikációra más emberekkel, sem pedig arra, hogy normális cselekedeteket hajtson végre. Az ilyen tapasztalat lehet rövid ideig tartó, vagy akár órákig elhúzódhat. Az idő, tér vagy önmagának érzékelése erősen megváltozhat az eksztázis ideje alatt. Például ha valaki fizikai feladatra koncentrál, akkor minden intellektuális erőfeszítés eltűnhet. Másfelől egy eksztatikus transzban történő szellemi utazás önkéntelenül is testi mozgással járhat együtt.

## Típusai
Az eksztázist célzottan elő lehet hozni vallásos, vagy kreatív tevékenységekkel, meditációval, zenével, tánccal, légzőgyakorlatokkal, fizikai gyakorlatokkal, szexuális aktussal vagy pszichoaktív drogok használatával. A technika, amit az egyén használ, hogy eksztázisba kerüljön, általában erősen kapcsolatban áll az egyén vallási és kulturális szokásaival. Egy eksztatikus tapasztalás néha valami szélsőségesen szent vagy szép dolog vagy személy megfigyelésének hatására történik, egyéb ismert ok nélkül. "Bizonyos esetekben a személy 'véletlenül' kerül eksztázisba. A személy szánt szándék nélkül beindítja az egyiket a sok pszichológiai mechanizmus közül, amelyeken keresztül egy ilyen tapasztalat elérhető. Ilyen esetekben nem ritka, hogy ezt a személy később utánaolvasással keres magyarázatot, és valamely hagyományban meg is találja azt. "
Az emberek később magyarázzák a tapasztalatot a saját kultúrájuk és hitük alapján (mint Isten feltárulását, a szellemvilágba történő utazásként, vagy pszichotikus eseményként). "Amikor a személy eksztázistechnikát használ, egy hagyomány részeként teszi azt. Amikor eléri a tapasztalatot, a hagyományos magyarázat már létezik." A tapasztalat a megfelelő magyarázattal együtt erősen és maradandóan megváltoztatja az alany világnézetét és értékrendszerét. (Például vallási áttérést okozhat.)
1925-ben, James Leuba írta: "A legcivilizálatlanabb népeknél és a civilizált embereknél bizonyos feltételek isteni megszállottságot jelentenek, vagy az Istenséggel való egységre lépést. Ezeket az állapotokat kábítószerekkel, fizikai izgatással, vagy pszichikai eszközökkel érik el. De akármelyik kultúrában is található, bizonyos közös vonásokat tartalmaznak, amelyek azt sugallják, hogy még a felszínes vizsgálódó is kifinomultabb kapcsolatot tárhat fel. Mindig úgy írják le, hogy kifejezhetetlenül örömteli, és sokszor az ilyen eksztatikus tapasztalat mentális leállással vagy akár teljes eszméletvesztéssel jár együtt. "Felkészíti az olvasót"... hogy felismerje az impulzus folytonosságát, a célját, a formáját és eredményét az eksztatikus ihletettségnek és a keresztény misztika Istenének ilyetén felfogásának.
"A hétköznapi szóhasználatban az "eksztázis" kifejezés egy erős euforikus tapasztalatot jelent. Nyilvánvaló okok miatt ritkán használják tudományos összefüggésben; mivel ez egy olyan fogalom, amelyet nagyon nehéz meghatározni."

## Fordítás
- Ez a szócikk részben vagy egészben  az   Ecstasy (emotion) című angol Wikipédia-szócikk ezen változatának fordításán alapul.  Az eredeti cikk szerkesztőit annak laptörténete sorolja fel. Ez a jelzés csupán a megfogalmazás eredetét és a szerzői jogokat jelzi, nem szolgál a cikkben szereplő információk forrásmegjelöléseként.